# Philippe Panerai
Pour les articles homonymes, voir Panerai.
Philippe Panerai, né le 5 septembre 1940 à Royan (Charente-Inférieure) et mort le 11 mai 2023 à Paris, est un architecte et urbaniste français.

## Biographie
(juin 2025).
Si vous êtes l’auteur de ce texte, vous êtes invité à donner votre avis ici. À moins qu’il soit démontré que l’auteur de la page autorise la reproduction et que ce contenu soit compatible avec les principes fondateurs de Wikipédia, cette page sera supprimée ou purgée au bout d’une semaine maximum. En attendant le retrait de cet avertissement, veuillez ne pas réutiliser ce texte.
.
Diplômé de l'école des Beaux-Arts en section architecture, Philippe Panerai s'est rapidement passionné par les problématiques de la ville. Il a complété ainsi sa formation initiale avec des études à l'Institut d'urbanisme de l'université de Paris, convaincu que les deux disciplines sont intimement liées. L'homme, qui a obtenu en 1999, le « Grand prix d'urbanisme » (consécration de ses nombreuses réflexions sur le renouvellement urbain) a contribué à la réalisation de nombreux aménagements en Île-de-France, dont le quartier Atlantis de Massy ou le Campus Condorcet à Aubervilliers.
Philippe Panerai, qui a créé sa propre agence en 1993, a aussi collaboré à de nombreux autres projets urbains dans différents territoires en France ou à l'étranger. De Guanzhou au Caire, en passant par Beyrouth ou Brasília, il a ainsi « arpenté, analysé et dessiné » les villes.
En parallèle de son travail de terrain, Philippe Panerai a mené une intense réflexion théorique sur le fait urbain au travers de l'enseignement et de la rédaction de nombreux ouvrages. « Porté pendant tout son parcours par l'envie de partager, débattre, transmettre et former, Philippe Panerai a consacré sa vie à esquisser des solutions qui rapprochent l'espace public des espoirs portés par ses habitants », précise la ministre de la Culture. Après mai 1968, Philippe Panerai a notamment figuré parmi les premiers enseignants de l'École d'architecture de Versailles.
L'établissement, installé dans les Petites Ecuries du Château, a contribué à une transformation profonde de la manière d'enseigner et de penser l'architecture et la ville. Parmi les enseignants de l'époque, on peut citer également Eugène Beaudouin, Louis Arretche, René Duvillier ou encore Henri Gaudin. De 2000 à 2003, Philippe Panerai a présidé la nouvelle école d'architecture de Paris-Malaquais. Et de nombreuses universités à travers le monde l'ont invité en tant que professeur associé .

## Recherche en morphologie urbaine
Philippe Panerai est l'un des tenants importants de l'École française de morphologie urbaine qui se penche spécifiquement sur l'étude du processus de formation et de transformation de l'environnement bâti. Les chercheurs français vont découvrir progressivement les théories et les méthodes de l’approche typologico-processuelle développée en Italie dans les années 1970. Moudon souligne l’originalité de l’approche française, qui croise l’analyse morphologique et la relecture critique des théories du design, notamment dans le cadre des travaux de l’École de Versailles. Les chercheurs français s’inscrivent dans le courant d'analyse morphologique en le poursuivant et en le croisant avec leurs propres traditions intellectuelles,. Les travaux des morphologues font entrer l’approche typologico-processuelle dans le débat structuraliste français. Le programme typologico-processuel de l’École française est très multidisciplinaire et s’est enrichi de l’apport de chercheurs venant de plusieurs disciplines, telles que l’architecture, l’urbanisme, la géographie et l’histoire urbaine (Darin, 1998). Les chercheurs de ces disciplines ont su croiser l’histoire des formes urbaines avec d’autres histoires simultanées, telles que l’histoire de la vie économique et du foncier, de la technique, des mentalités, etc. La composante sociale est très présente dans les préoccupations de l’École française en raison, notamment, de l’influence du philosophe et sociologue français Henri Lefebvre. Lefebvre, qui introduit le concept du droit à la ville a publié plusieurs ouvrages influents sur la ville, l’urbanisme et l’espace.
Panerai et ses collaborateurs décrivent la ville matérielle comme « la projection sur le sol d’organisations sociales, politiques, économiques, [laquelle] projection se fait à travers divers systèmes de symbolisation spatiale et dans un matériau qui a sa consistance et sa résistance propres : l’espace construit ». Cette conceptualisation met en exergue l’autonomie relative de la forme urbaine eu égard à d’autres faisceaux historiques que constituent l’histoire économique, l’histoire des mentalités, l’histoire technologique, etc.. La stratégie de recherche consiste à révéler la structure intermédiaire de médiation (structure morphologique et spatiale) qui permet de comprendre comment se fait le passage du sujet soit des individus et des sociétés (structure sociale) à l’édification d’un objet complexe, soit l’environnement bâti. 

### Vie professionnelle
Architecte de formation initiale, Philippe Panerai poursuit ses études en urbanisme en sortant diplômé de l'Institut d'urbanisme de l'université de Paris (IUUP), l'actuel Institut d'urbanisme de Paris (IUP). Il fait une carrière d'enseignant-chercheur à l'École nationale supérieure d'architecture de Versailles, Paris-Villemin puis Malaquais. Il a beaucoup travaillé sur l'importance du parcellaire. Il est pendant plusieurs années éditorialiste puis rédacteur en chef de la revue Tous Urbains.

## Prix
Grand Prix de l'urbanisme 1999, ainsi que Nathan Starkman.

## Quelques réalisations
- La Teisseire, Grenoble (1997-2010), projet urbain comprenant la démolition-reconstruction et la résidentialisation de 1 200 logements selon le principe de l'unité résidentielle, clin d'œil à l'unité d'habitation de Le Corbusier. 24 unités résidentielles sont créées, permettant une meilleure appropriation des immeubles par leurs habitants. Les espaces extérieurs ont été totalement redessinés.
- Philippe Panerai va être consulté, tout comme Bruno Fortier et Christian Devillers, dans le cadre du projet urbain Reims 2020 lancé par la nouvelle maire Adeline Hazan[19]. Présentation des projets en juin 2009.
- De nombreuses réalisations en Île de France,il a notamment été consulté pour le quartier Atlantis de Massy ou le campus Condorcet à Aubervilliers, il est également impliqué dans la conception du Grand Paris[18].

## Publications
- 'Lecture d’une ville : Versailles' (avec Jean Castex (architecte) et Philippe Céleste), Paris, Éditions de Moniteur, 1980.

- Formes urbaines, de l'îlot à la barre (avec Jean Castex et Jean-Charles Depaule), Paris, Dunod, 1977 ; Marseille, Parenthèses, 1997
- Analyse urbaine (avec Jean-Charles Depaule et Marcelle Demorgon), Marseille, Parenthèses, 1999
- Projet urbain (avec David Mangin), Marseille, Parenthèses, 1999
- Paris métropole : formes et échelles du Grand-Paris, 2008
- Typologies. Les Cahiers de la recherche architecturale, no 4, 3-20, 1979